# آبجوی گندم

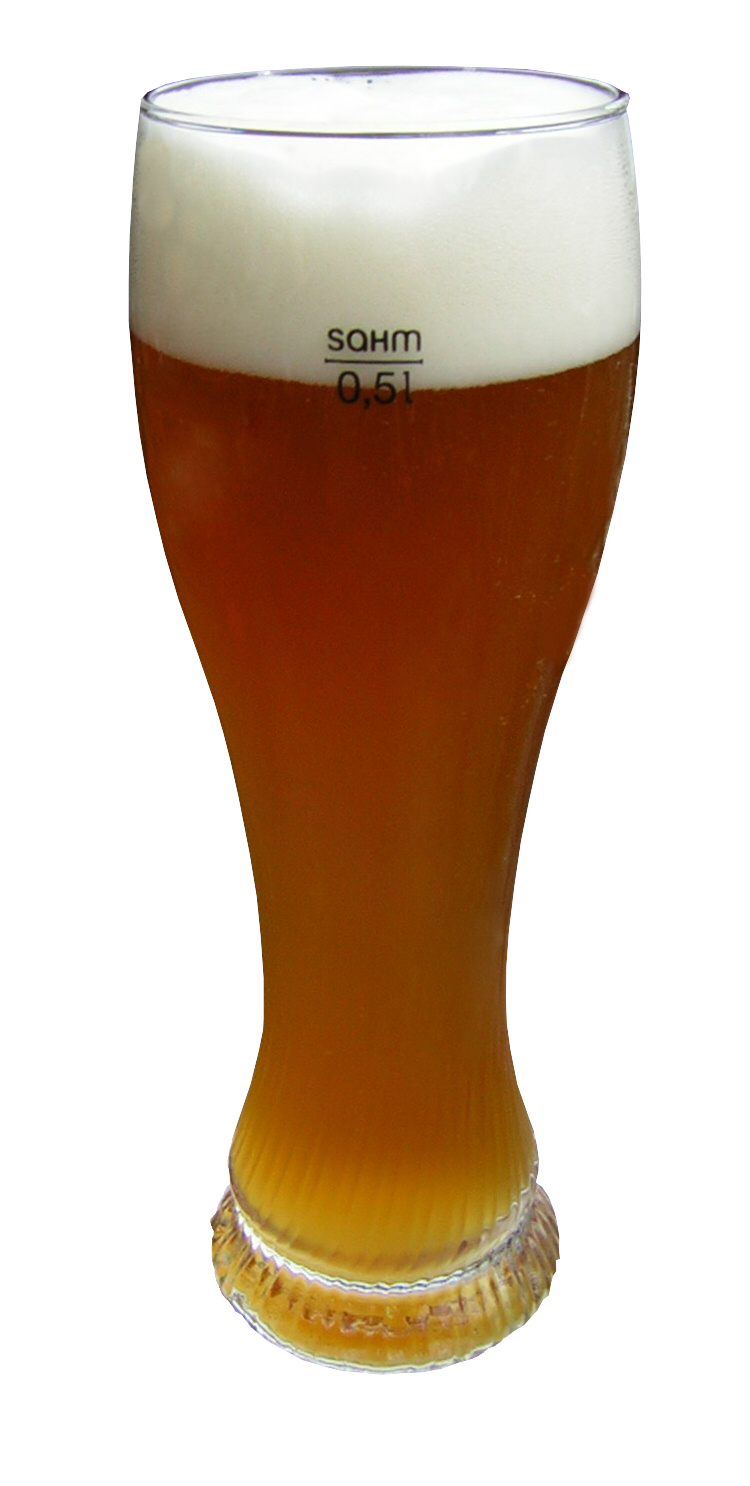
یک لیوان آبجو گندم

آبجوی گندم (به انگلیسی: Wheat beer) نوعی آبجو است که برای تهیهٔ آن در کنار مالت و جو، از گندم هم استفاده می‌شود. در مقایسه با آبجوی معمولی، این نوشیدنی طعم ملایم‌تر و رنگ روشن‌تری دارد. آبجوی گندمی از گونهٔ زودرس است. در گذشته برای اطمینان از تأمین نان کافی، استفاده از گندم در آبجو محدودیت داشت، با رفع این مانع، امروزه تولید و مصرف این گونه آبجو گسترش یافته‌است.